# Großefehn

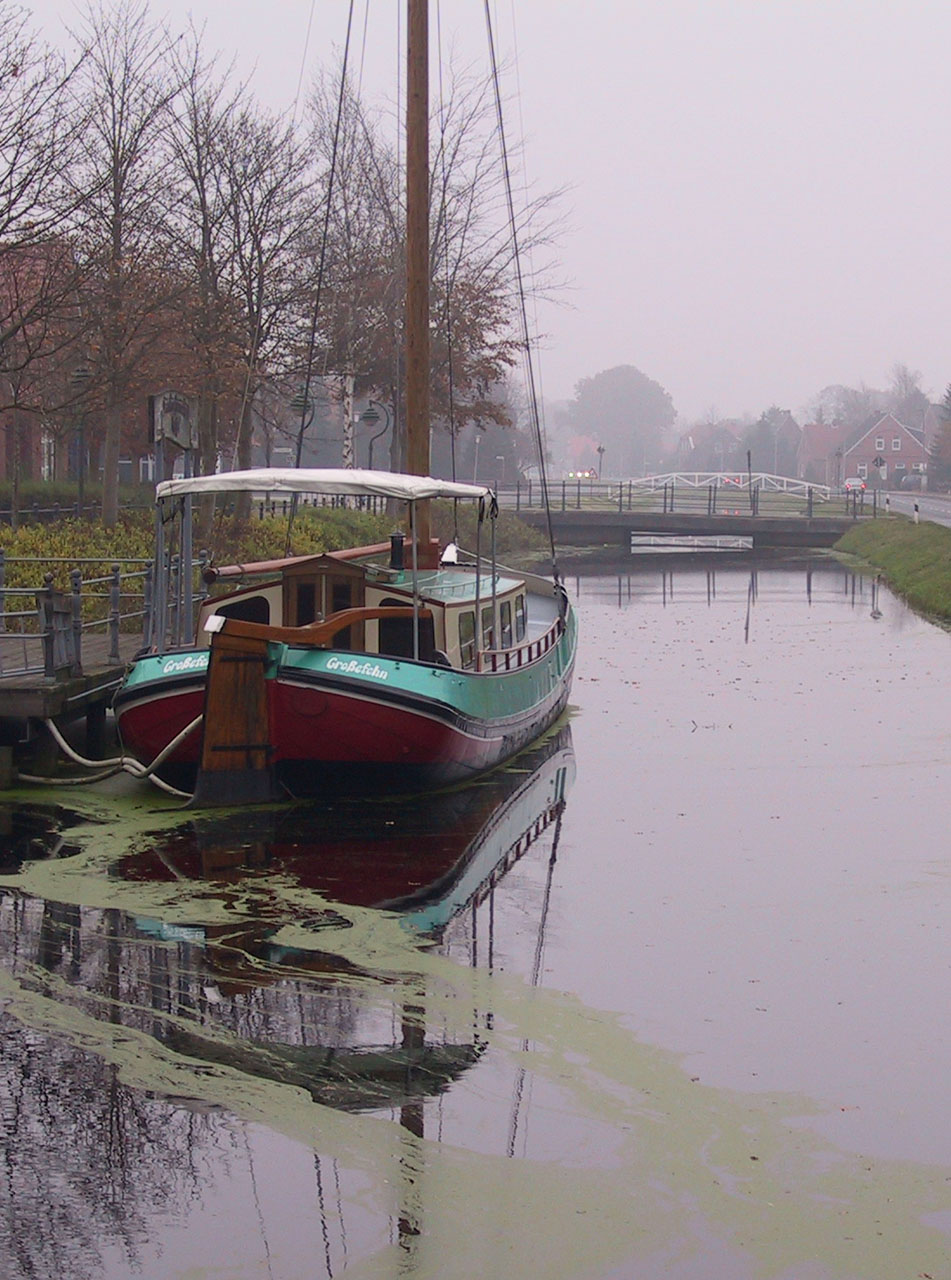
Kanaal in Großefehn

Großefehn is een gemeente in de Duitse deelstaat Nedersaksen. De gemeente ligt in de regio Oost-Friesland en behoort bestuurlijk tot de Landkreis Aurich.
Großefehn omvat 14 dorpen, waarvan vier zogenaamde veendorpen en een aantal dorpen die op geestgronden zijn gebouwd. De kern van de gemeente wordt gevormd door het "driemanschap" Ost-, Mitte- en Westgroßefehn. De hoofdplaats van de gemeente is Ostgroßefehn. De gemeente telt 14.126 inwoners.

## Economie
Belangrijkste bron van bestaan in de gemeente is de landbouw. Meer dan 80% van de grondoppervlakte van Großefehn is akker- of weiland. Binnen de agrarische sector zijn de melkveehouderij en de verbouw van mais voor veevoer of productie van biogas het belangrijkst.
Daarnaast is er een toenemend toerisme, o.a. fiets-, ruitersport- en watersporttoerisme. Timmel en Westgroßefehn hebben de status van Luftkurort.  Langs de B 72 tussen Mitte- en Ostgroßefehn  ligt een bedrijventerrein voor midden- en kleinbedrijf van uitsluitend  regionaal en lokaal belang. Een groothandel in bouwmaterialen en een plasticfabriek zijn van deze ondernemingen, gezien het aantal personeelsleden, nog het belangrijkst.
Bij Bagband is een windpark van 18 windturbines aanwezig voor de opwekking van duurzame elektriciteit.

## Geschiedenis
De op de geestgronden gebouwde dorpen zijn ook wel bekend als de Hooge Loogen, de hooggelegen dorpen. Al deze plaatsjes bestaan ten minste reeds sinds de middeleeuwen. Duitse historici rekenen hiertoe de dorpen:
- Holtland en Hesel, beide  Samtgemeinde Hesel;
- Strackholt, Aurich-Oldendorf, Bagband, Holtrop, alle gem. Großefehn;
- Reepsholt gem. Friedeburg (Nedersaksen);
- Ardorf, gem. Wittmund, en
- Westerende, gem. Ihlow (Nedersaksen).

Zie ook onder de afzonderlijke dorpen.
De geschiedenis van Großefehn begint in 1633, toen met de aanleg van een kanaal voor het transport van veen in het huidige Westgroßefehn werd begonnen. In de daarop volgende jaren begonnen kolonisten zich te vestigen in de droge en uitgeputte gebieden. De gewonnen turf werd naar Emden getransporteerd en aldaar verkocht. Vier kooplieden uit Emden leidden de kolonisering van het veengebied.
Na Papenburg in het district Emsland is Großefehn de oudste veennederzetting in Duitsland.
In Bagband stond van 1910 tot 1992 een van de grootste coöperatieve melkfabrieken in de verre omtrek. Het gebouw daarvan huisvest sindsdien een bierbrouwerij.

### Bestuurlijke indeling
De gemeente Großefehn bestaat uit de volgende 14 Ortschaften:
- Akelsbarg, 10 km N  (in noordelijke richting)
- Aurich-Oldendorf, 5 km NO
- Bagband, 6 km Z
- Felde, 9 km N, minder dan 200 inw.
- Fiebing, 3 km ZO van Strackholt, minder dan 200 inw.
- Holtrop, 5 km N
- Mittegroßefehn, 0-2 km W
- Ostgroßefehn (de langgerekte, langs een veenkanaal ontstane hoofdplaats) 0-5 km O
- Spetzerfehn, 2-3 km Z van Ostgroßefehn, een hieraan evenwijdige langgerekte veenkolonie
- Strackholt, aan de B 436 3 km NO van Bagband
- Timmel, 5 km ZW
- Ulbargen, 3 km Z, minder dan 200 inw.
- Westgroßefehn, 3 km W
- Wrisse, 7 km N, met iets meer dan 200 inw.

De vermelde afstand is die vanaf de kruising in Ostgroßefehn met de B 72, ongeveer 10 km ten zuidoosten van het centrum van Aurich.

## Ligging, infrastructuur
Door de gemeente loopt van noord naar zuid de Bundesstraße 72 die ongeveer 10 km ten zuidoosten van het centrum van Aurich Mittel- en Ostgroßefehn doorsnijdt. Zes km zuidelijker, te Bagband, takt de Bundesstraße 436 aan, die vanuit het noordoosten vanuit Sande (Friesland) (36 km) komt. In zuidelijke richting doorrijdend, bereikt men 5½ km verderop het dorp Hesel. Daar kan men links aanhouden en de B 72 volgen richting Friesoythe, of rechts aanhouden om 13 km verder de stad Leer te bereiken. Allebei deze opties bieden de mogelijkheid, om 6 à 7 km voorbij Hesel een afrit van de Autobahn A 28 richting Oldenburg of Lingen te nemen.
Openbaar vervoer is beperkt tot twee, 1 x per uur rijdende,  lijnbussen van Aurich naar Leer v.v.; de ene rijdt over de B 72, de andere rijdt een andere route via o.a. Timmel; op station Leer is de dichtstbijzijnde spoorwegaansluiting. Ander busvervoer is nagenoeg geheel beperkt tot schoolbuslijnen, die 's morgens vroeg 1 rit uitvoeren van de diverse dorpen in de gemeente naar onderwijslocaties, en in de namiddag, na het uitgaan van de scholen, enige ritten in omgekeerde richting.
In het verleden, van 1898-1969, liep de Kreisbahn Aurich door de gemeente. Dit smalspoorlijntje heeft deels plaats gemaakt voor een wandelpad over het voormalige tracé.
De gemeente stimuleert het gebruik van de fiets door scholieren en forensen voor de dagelijkse rit naar en van de school of het werk.

## Bezienswaardigheden, toerisme
In het dorp Timmel is enig toerisme ontstaan. In de eerste plaats is er, direct ten zuidwesten van het dorp,  de 25 hectare grote recreatieplas Timmeler Meer met strandfaciliteiten, een vakantiehuisjespark en een camping.  En paardrijliefhebbers vinden aan de oostrand van het dorp een groot ruitersportcentrum, dat gemeente-eigendom is en dat ook geschikt is voor grote evenementen op het gebied der paardensport. Toeristen, ook beginners en kinderen,  kunnen er paardrijlessen nemen en gebruik maken van uitgezette paardrijroutes. In het dorp staan verspreid nog enige historische gebouwen, waaronder de voormalige zeevaartschool (1862) en enige Gulfhäuser, boerderijen van het Oldambtster type. Hierlangs is een korte, toeristische route uitgezet.
Door de gehele gemeente lopen enige langeafstand-fiets- en -wandelroutes. Op de vele kanalen en andere wateren zijn kano-tochten mogelijk. In Timmel is een toeristisch bureau gevestigd, waar men deze routes kan verkrijgen.
In de omgeving van het Luftkurort Timmel bevindt zich een van de weinige meren in het gebied. Het juist op de gemeentegrens met Moormerland gelegen Boekzeteler Meer (zeer dicht bij het hierboven genoemde Timmeler Meer) en de omgeving hiervan staan onder natuurbescherming.
Bezienswaardig in Bagband is het historische brouwhuis en de moderne brouwerij die sinds 1999 in het dorp gevestigd is.
Ook Westgroßefehn heeft de status van Luftkurort. Het dorp heeft een aantal bezienswaardigheden, waaronder het streekmuseum Fehnmuseum Eiland en een historische weefkamer.

### Oude kerken
Diverse dorpen hebben een cultuurhistorisch interessant, soms zelfs middeleeuws, dorpskerkje. Zie ook de artikelen van de afzonderlijke dorpen, en Lijst van historische kerken in Oost-Friesland. Vermeldenswaardig zijn in ieder geval:
- Sint-Petruskerk (Aurich-Oldendorf)
- Kerk van Bagband
- Sint-Joriskerk (Holtrop)
- De zeer bezienswaardige, uit 1240 daterende St.Barbarakerk te Strackholt
- De uit 1736 daterende Petrus- en Pauluskerk te Timmel

### Molens
De gemeente is zeer trots op haar vijf oude windmolens, waaronder:
- De molen van Bagband, een achtkante bovenkruier; deze werd in 1812 reeds gebouwd. Deze is nog steeds als graanmolen maalvaardig.
- De uit 1866 daterende molen van Felde is eveneens een bovenkruier.
- De uit 1886 daterende molen van Spetzerfehn is eveneens een bovenkruier. De molen wordt nog commercieel gebruikt; als de windomstandigheden ongunstig zijn, wordt er echter gemalen met behulp van een in de molen aanwezige motor.
- De molens van West- en Ostgroßefehn

## Afbeeldingen

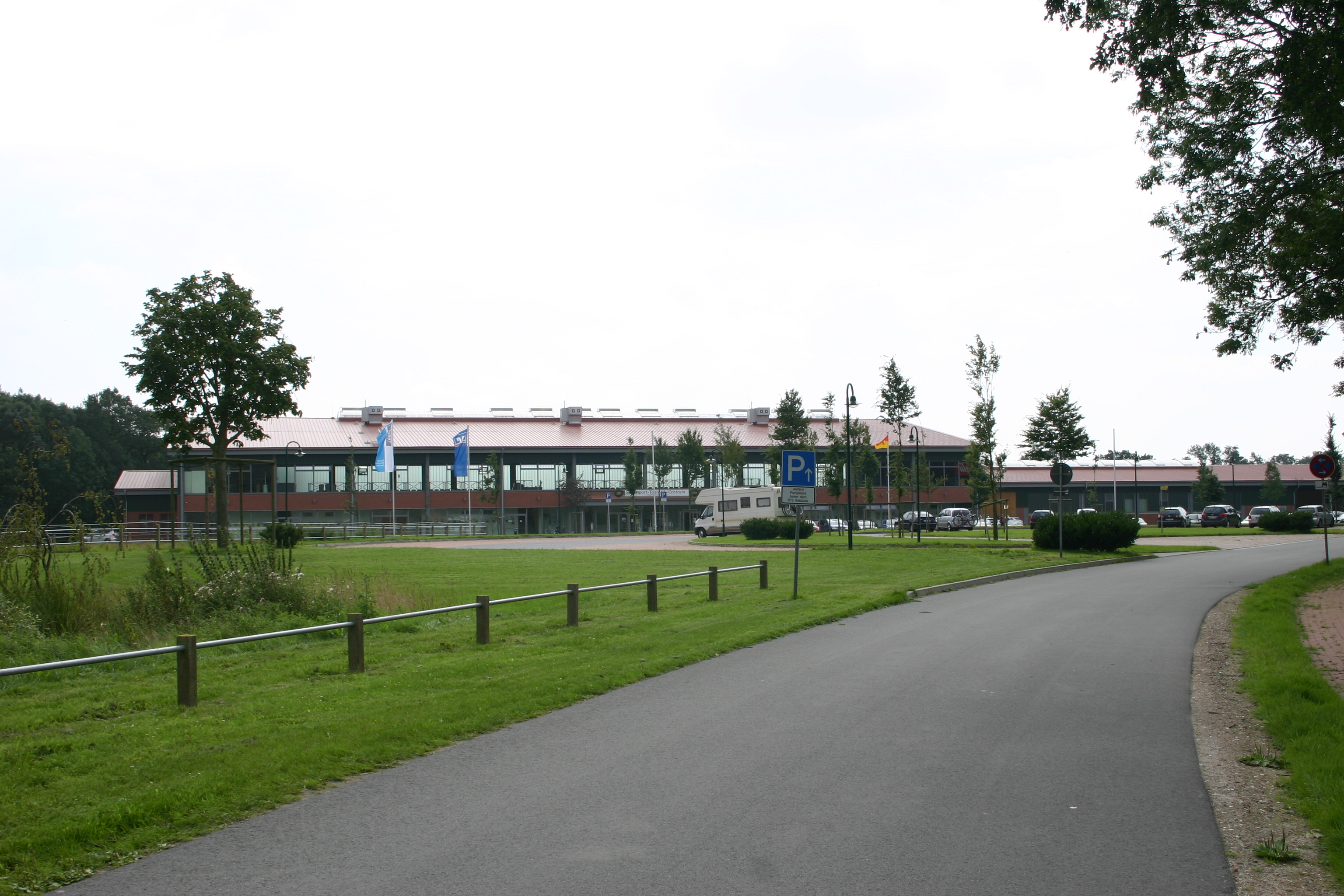
Ruitersportcentrum, Timmel
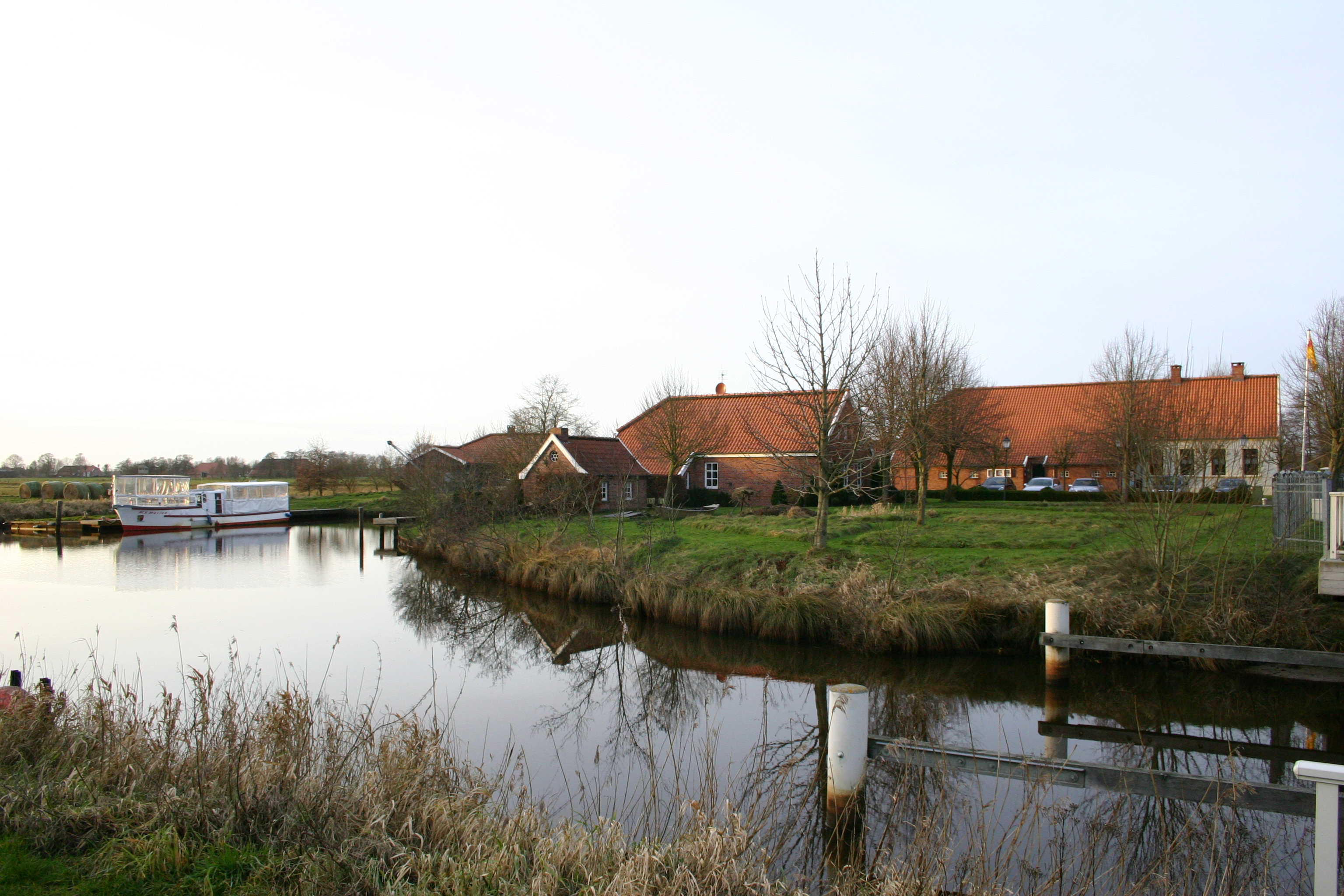
Fehnmuseum Eiland, Westgroßefehn
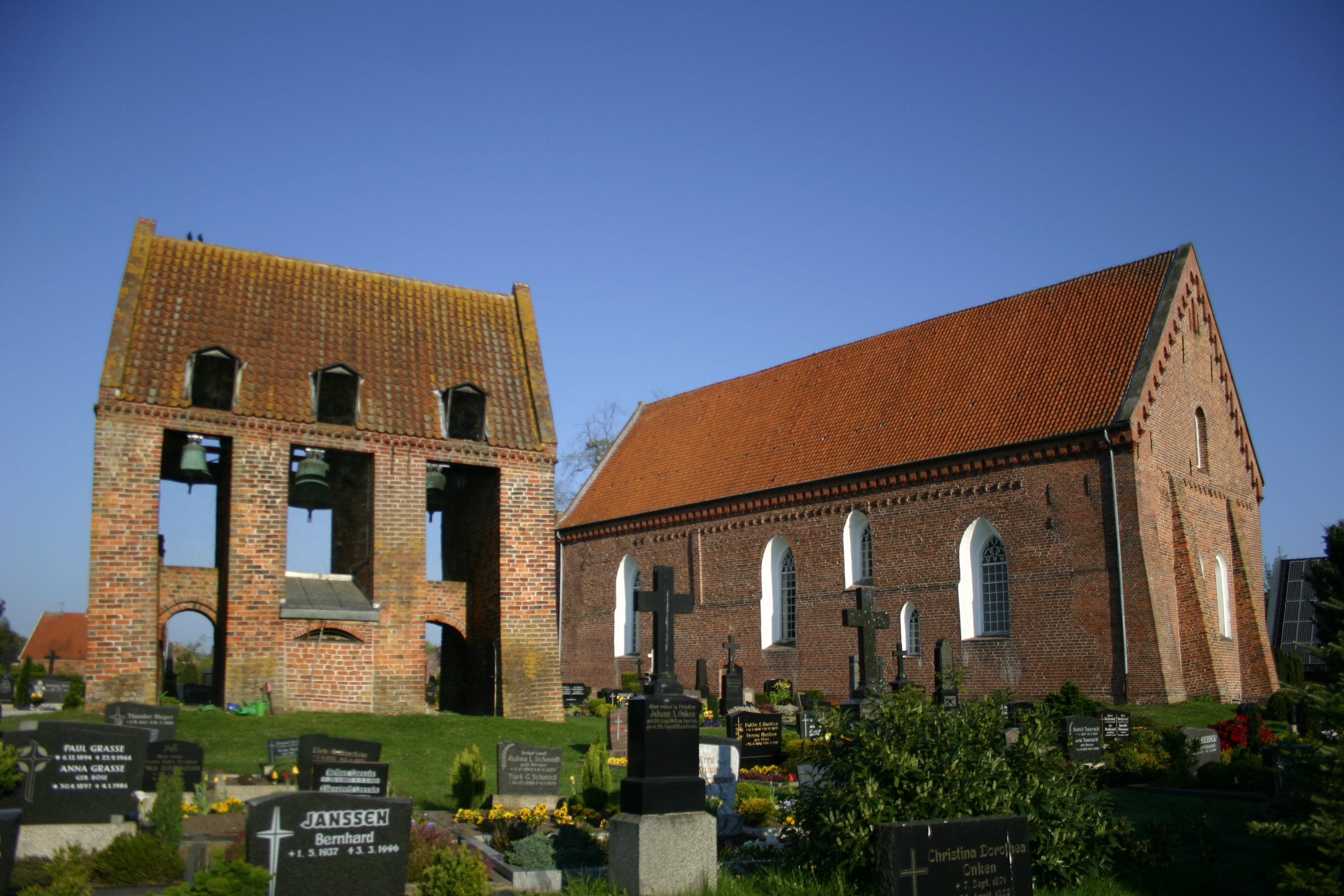
Kerk te Holtrop
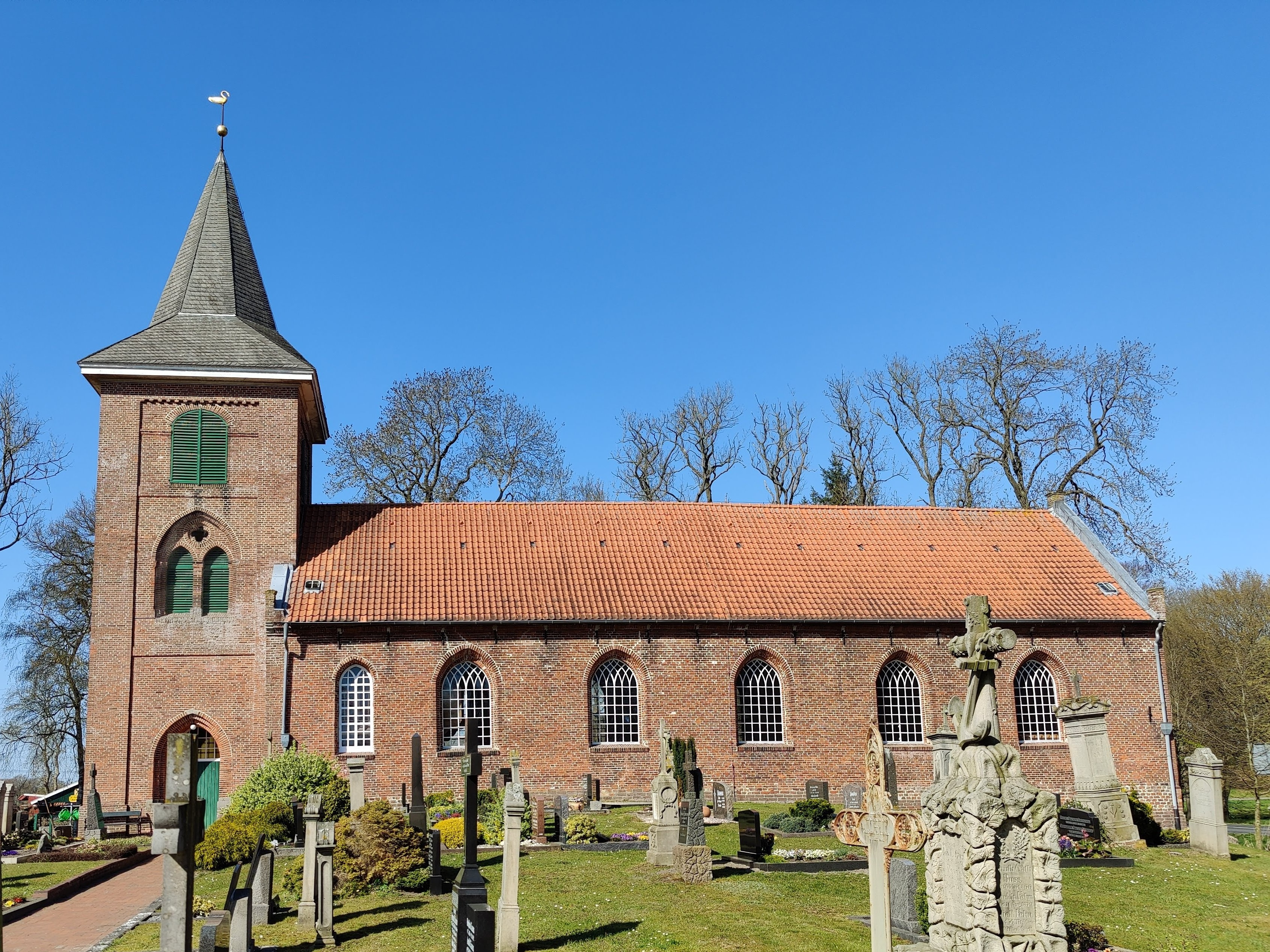
Kerk te Timmel
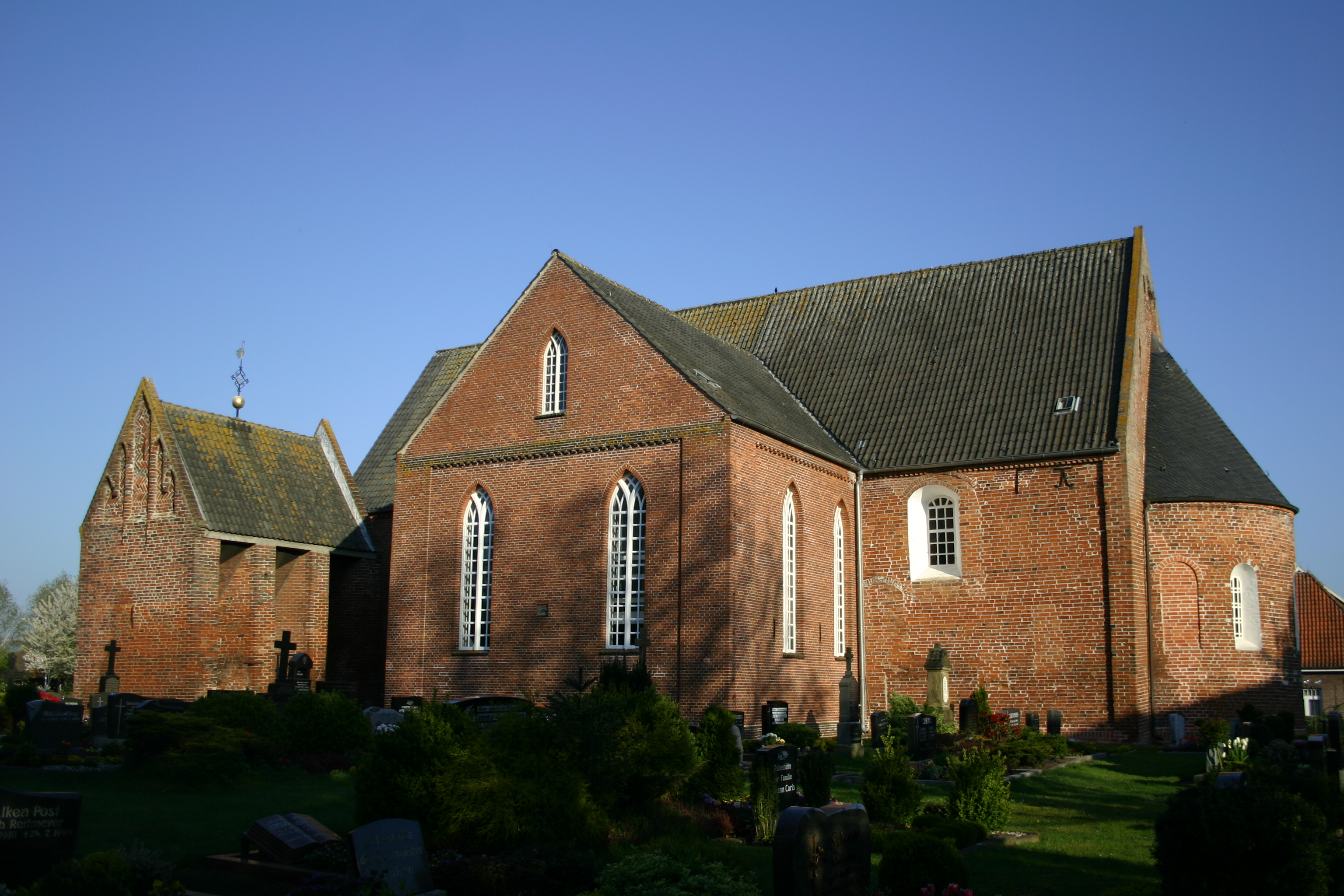
St. Barbarakerk, Strackholt
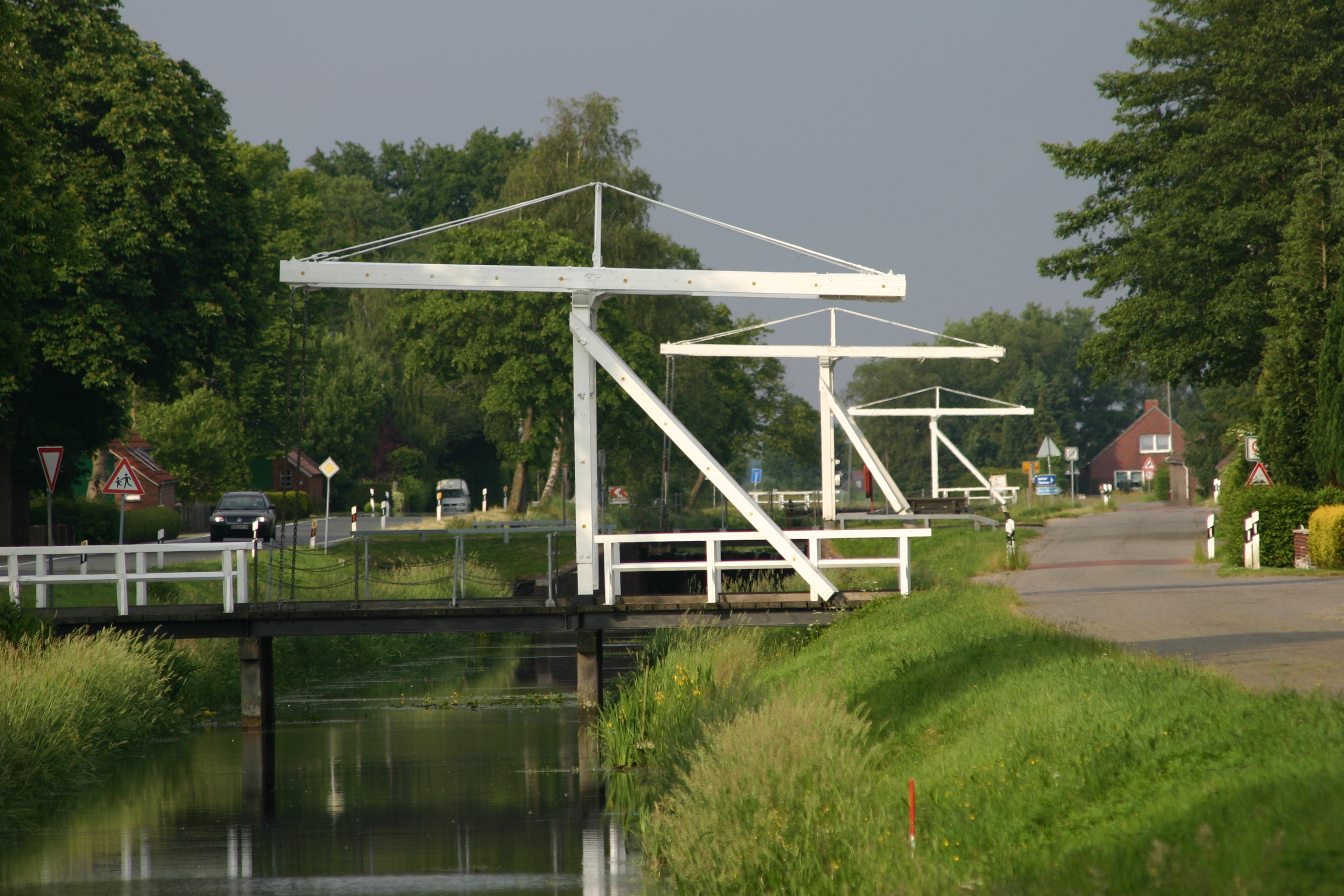
Kenmerkend veenkoloniaal dorpsgezicht: kanaal met ophaalbrug (Spetzerfehn)
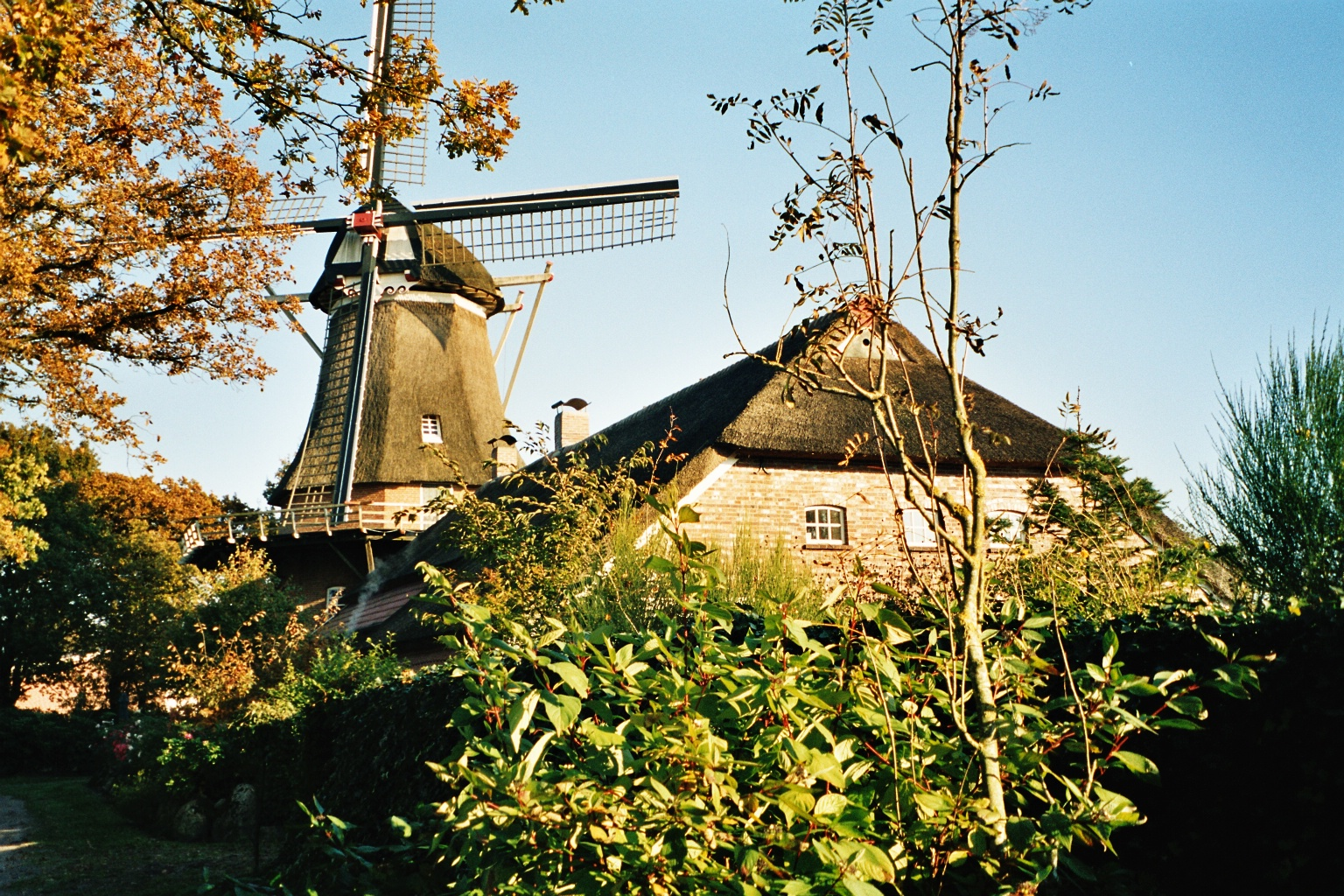
Molen van Felde
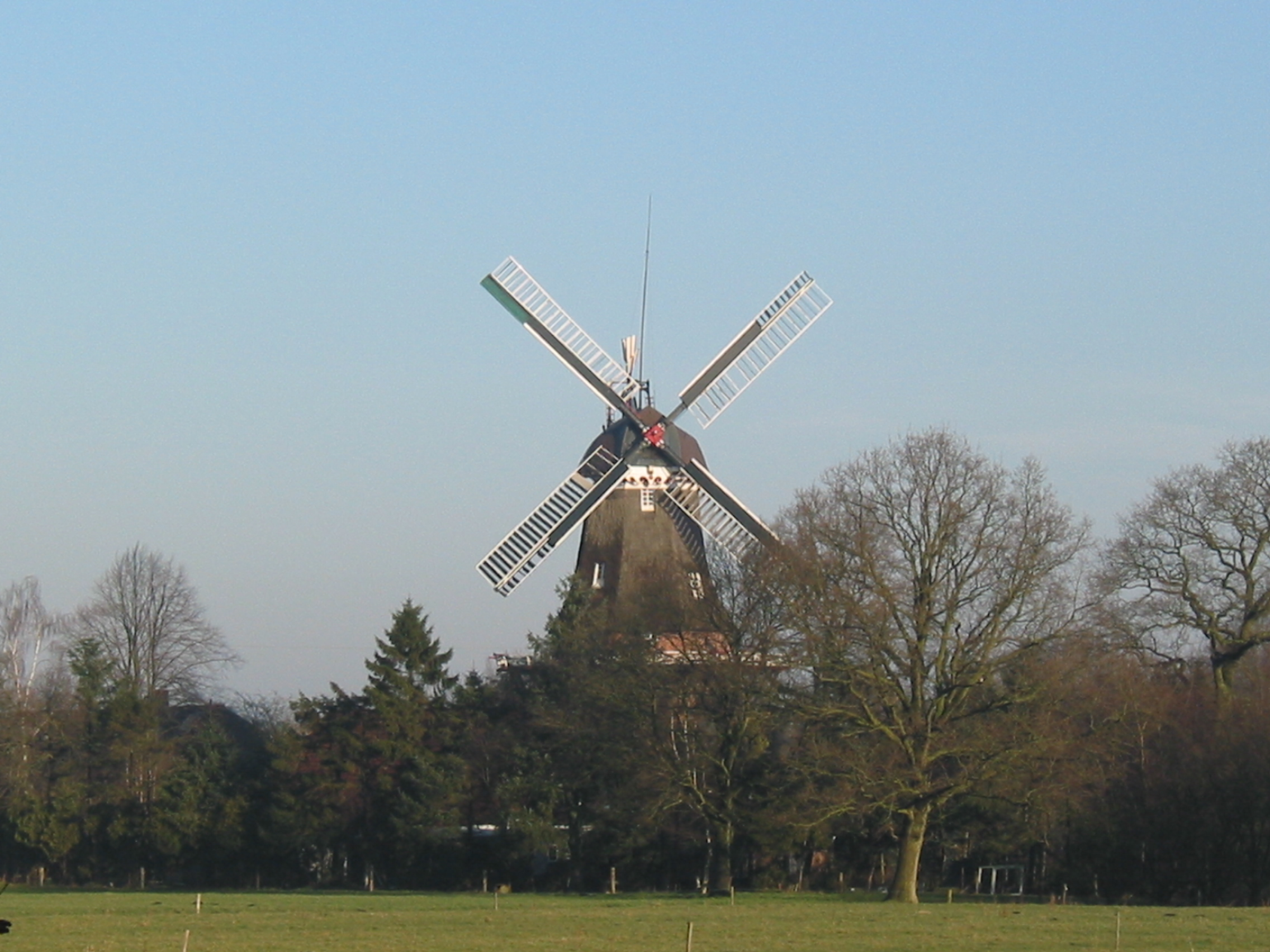
Molen van Spetzerfehn

## Politiek

### Zetelverdeling gemeenteraad
De gemeenteraad van Großefehn telt 31 leden: 30 leden vertegenwoordigen de diverse partijen en één zetel is van ambtswege toebedeeld aan de gekozen burgemeester. De laatste gemeenteraadsverkiezingen werden gehouden in 2021.
| partij                      | 2011 | 2016 | 2021 |
| --------------------------- | ---- | ---- | ---- |
| SPD                         | 14   | 14   | 12   |
| CDU                         | 9    | 8    | 8    |
| Bürgerliste                 | 4    | 4    | 4    |
| Diverse lokale groeperingen | -    | -    | 2    |
| Bündnis 90/Die Grünen       | 2    | 2    | 2    |
| Die Linke                   | 1    | 1    | 1    |
| FDP                         | -    | 1    | 1    |
| Burgemeester                | 1    | 1    | 1    |

De burgemeester wordt gekozen voor een termijn van 8 jaar. Sinds november 2019 is de partijloze Erwin Adams burgemeester van Großefehn.

## Partnergemeente
- Pekela, Nederland, sedert 2004

- Gemeinsame Normdatei: 4094080-9
- Library of Congress Control Number: n80141363
- MusicBrainz: 431ea2f4-97d7-4f27-b4c4-97e52b12f874
- Nationale Bibliotheek van Israël: 987007561906405171
- Virtual International Authority File: 139557112
- WorldCat: E39PBJfmrGcy8fpj87bRCB8pyd